# Kleinzalig
Kleinzalig was een christelijk cabaretfestival. Het festival is opgericht in 2005 en werd tot 2010 jaarlijks gehouden met de finale in de grote zaal van theater Odeon te Zwolle. Het doel is christenen aanmoedigen om cabaret te maken. Het festival trok jaarlijks enige honderden bezoekers.

## Festivalopzet
Deelnemers melden zich aan via de website van Kleinzalig, en kunnen op deze wijze aan de voorrondes deelnemen. Deelnemen kan zowel individueel als in groepen. De voorrondes worden doorgaans gehouden in Zwolle en Utrecht op een kleine locatie. Hier worden de finalisten geselecteerd door een jury. Na de voorrondes wordt er een regieweekend gehouden, waarin de finalisten hun voorstelling nogmaals presenteren en hier aan gaan werken onder begeleiding van een regisseur. Voor de finale zijn er nog enkele contactmomenten met de regisseur. Als afsluiting wordt de finale gehouden in theater Odeon te Zwolle. Hier spelen de finalisten hun voorstelling. Tijdens het jury beraad en het tellen van de publieksstemmen, is er een juryact. Aan het eind van de finale wordt een juryprijs en een publieksprijs uitgereikt.

### 'Christelijk' cabaret
Door de opzet als christelijk cabaretfestival, is een logische vraag wat 'christelijk' cabaret dan precies inhoudt. De organisatie van het festival geeft aan dat het niet zo zeer gaat om christelijk cabaret, maar cabaret met respect voor bepaalde normen en waarden. Albert Barth, een van de oprichters zegt hierover: "Het kan choquerend zijn als er met Jezus wordt gespot. Het is vaak onnodig grievend. Sommige dingen hoeven niet per se. Vooral beginnende cabaretiers denken dat ze het alleen redden met keiharde seksuele grappen die inspelen op de gêne van het publiek." Het cabaret kan wel over het geloof gaan, maar heeft geen evangeliserend karakter. Annelies Maris, ook een van de oprichters: "Christelijke bakkers bakken geen christelijke broden, dus christelijke cabaretiers maken geen christelijk cabaret, denk ik."

## Geschiedenis
In 2005 werd het festival voor het eerst georganiseerd door zes leden van studentenvereniging NSZ. Na een jaar bezinning werd in 2007 besloten het festival jaarlijks te organiseren en werd voor de organisatie een stichting opgericht. Waar het festival eerst hoofdzakelijk gericht was op Navigator-studenten, werd het in dit jaar opengesteld voor alle christelijke studenten. Ook was er dit jaar een voorronde om de grote hoeveelheid aanmeldingen te verwerken. Het festival krijgt dit jaar veel media-aandacht en was er aandacht in krantenartikelen (50), radio (10) en televisie (3), onder andere bij De Wereld Draait Door. De jaren er na blijft de opzet ongeveer gelijk. In 2008 komt er voor het eerst een officiële hoofdsponsor, en is er weer voldoende media aandacht. In 2010 wordt het eerste lustrum gevierd.

### Winnaars
| Jaar | Uitslag                                                                          | Publieksprijs                                                                | Aantekeningen                                                                        |
| ---- | -------------------------------------------------------------------------------- | ---------------------------------------------------------------------------- | ------------------------------------------------------------------------------------ |
| 2010 | 1. Emile Gronert 2. Sonja de Graaff 3. Klok en Jonkman 4. David Scheermeijer     | 1. Emile Gronert 2. Klok en Jonkman 3. Sonja de Graaff 4. David Scheermeijer |                                                                                      |
| 2009 | 1. Haha 2. TohoeWabohoe 3. Hummel                                                | 1. TohoeWabohoe 2. Hummel 3. Haha                                            | Haha ging later verder als Vedder en van Haeften                                     |
| 2008 | 1. Kees Versteeg 2. Helemaal Stuk 3. De Boodschappenjongens 4. Bart van den Belt | Helemaal Stuk                                                                |                                                                                      |
| 2007 | 1. Jo de Rijck 2. Nitrauw en van Goor 3. Muis en Nes 4. De Oermannen             |                                                                              | Jo de Rijck was de eerste winnaar uit België                                         |
| 2005 | 1. M. Soleus                                                                     |                                                                              | In 2005 waren er nog geen voorrondes: alle deelnemers deden mee tijdens het festival |

## Trivia
- In het eerste jaar waren de winnaars, M. Soleus, ook betrokken bij de organisatie van het festival. Zij hadden echter geen invloed op de selectie van de jury.
- Tot nu toe is ieder jaar de zaal tijdens de finale van het festival nog uitverkocht geweest.
- Sinds 2009 bestaat Kleinzalig on Tour, waarin voormalige winnaars en andere bekende christelijke cabaretiers optreden.[10]